# Josh Morrissey
Joshua T. "Josh" Morrissey, född 28 mars 1995, är en kanadensisk professionell ishockeyback som spelar för Winnipeg Jets i National Hockey League (NHL). Han har tidigare spelat för St. John's Icecaps och Manitoba Moose i American Hockey League (AHL) och Prince Albert Raiders och Kelowna Rockets i Western Hockey League (WHL).
Morrissey draftades av Winnipeg Jets i första rundan i 2013 års draft som 13:e spelare totalt.

## Statistik
| 2008–2009  | Calgary Royals Gold   | AMBHL      | 33  | 6  | 18  | 24  | 58  | 10 | 1 | 3  | 4  | 16 |
| 2009–2010  | Calgary Royals Gold   | AMBHL      | 32  | 21 | 28  | 49  | 108 | —  | — | —  | —  | —  |
| 2010–2011  | Calgary Royals        | AMHL       | 30  | 17 | 22  | 39  | 11  | 6  | 1 | 3  | 4  | 10 |
|            | Prince Albert Raiders | WHL        | 5   | 0  | 0   | 0   | 4   | —  | — | —  | —  | —  |
| 2011–2012  | Prince Albert Raiders | WHL        | 68  | 10 | 28  | 38  | 60  | —  | — | —  | —  | —  |
| 2012–2013  | Prince Albert Raiders | WHL        | 70  | 15 | 32  | 47  | 91  | 4  | 0 | 1  | 1  | 9  |
| 2013–2014  | Prince Albert Raiders | WHL        | 59  | 28 | 45  | 73  | 59  | 5  | 2 | 3  | 5  | 6  |
|            | St. John's Icecaps    | AHL        | 8   | 0  | 1   | 1   | 2   | 20 | 2 | 7  | 9  | 20 |
| 2014–2015  | Prince Albert Raiders | WHL        | 27  | 7  | 14  | 21  | 28  | —  | — | —  | —  | —  |
|            | Kelowna Rockets       | WHL        | 20  | 6  | 11  | 17  | 34  | 13 | 2 | 12 | 14 | 24 |
| 2015–2016  | Winnipeg Jets         | NHL        | 1   | 0  | 0   | 0   | 0   | —  | — | —  | —  | —  |
|            | Manitoba Moose        | AHL        | 57  | 3  | 19  | 22  | 47  | —  | — | —  | —  | —  |
| 2016–2017  | Winnipeg Jets         | NHL        | 82  | 6  | 14  | 20  | 38  | —  | — | —  | —  | —  |
| 2017–2018  | Winnipeg Jets         | NHL        | 81  | 7  | 19  | 26  | 47  | 16 | 1 | 1  | 2  | 6  |
| 2018–2019  | Winnipeg Jets         | NHL        | 59  | 6  | 25  | 31  | 14  | 6  | 0 | 1  | 1  | 0  |
| 2019–2020  | Winnipeg Jets         | NHL        | 65  | 5  | 26  | 31  | 24  | 4  | 0 | 1  | 1  | 4  |
| 2020–2021  | Winnipeg Jets         | NHL        | 56  | 4  | 17  | 21  | 25  | 8  | 1 | 4  | 5  | 6  |
| NHL totalt | NHL totalt            | NHL totalt | 344 | 28 | 101 | 129 | 148 | 34 | 2 | 7  | 9  | 16 |
| AHL totalt | AHL totalt            | AHL totalt | 65  | 3  | 20  | 23  | 49  | 20 | 2 | 7  | 9  | 20 |
| WHL totalt | WHL totalt            | WHL totalt | 249 | 66 | 130 | 196 | 276 | 22 | 4 | 16 | 20 | 39 |

### Internationellt
| Källa: Uppdaterad: 2020-08-28 | Källa: Uppdaterad: 2020-08-28 | Källa: Uppdaterad: 2020-08-28 |               | Utv = Utvisningsminuter | Utv = Utvisningsminuter | Utv = Utvisningsminuter | Utv = Utvisningsminuter | Utv = Utvisningsminuter |
| År                            | Lag                           | Mästerskap                    | Matcher       | Mål                     | Assists                 | Poäng                   | Utv                     |                         |
| ----------------------------- | ----------------------------- | ----------------------------- | ------------- | ----------------------- | ----------------------- | ----------------------- | ----------------------- | ----------------------- |
| 2012                          | Kanada                        | U18-VM                        | 7             | 0                       | 3                       | 3                       | 22                      |                         |
| 2012                          | Kanada                        | Ivan Hlinka                   | 5             | 1                       | 8                       | 9                       | 14                      |                         |
| 2013                          | Kanada                        | U18-VM                        | 7             | 3                       | 4                       | 7                       | 4                       |                         |
| 2014                          | Kanada                        | JVM                           | 7             | 1                       | 2                       | 3                       | 4                       |                         |
| 2015                          | Kanada                        | JVM                           | 7             | 1                       | 3                       | 4                       | 0                       |                         |
| 2017                          | Kanada                        | VM                            | 10            | 0                       | 1                       | 1                       | 6                       |                         |
| Junior totalt                 | Junior totalt                 | Junior totalt                 | Junior totalt | 33                      | 6                       | 20                      | 26                      | 44                      |
| Senior totalt                 | Senior totalt                 | Senior totalt                 | Senior totalt | 10                      | 0                       | 1                       | 1                       | 6                       |